# قرار مجلس الأمن التابع للأمم المتحدة رقم 1908
قرار مجلس الأمن التابع للأمم المتحدة رقم 1908، الذي تم تبنيه بالإجماع في 19 يناير 2010، بعد المصادقة على توصية الأمين العام، قام المجلس بزيادة حجم بعثة الأمم المتحدة لتحقيق الاستقرار في هايتي المنشأة بموجب القرار 1542 (2004)، في أعقاب زلزال هايتي عام 2010. سمح القرار بإرسال 3500 جندي حفظ سلام إضافي لهايتي، وبذلك يصل العدد الإجمالي لقوات البعثة إلى 8940 باللإضافة إلى 3711 شرطي.
كما أعرب القرار عن التعاطف والتضامن مع المتضررين من الزلزال.
تتكون القوة من قوات من 17 دولة، بما في ذلك الأرجنتين وبوليفيا وكندا والأردن وفرنسا وكوريا الجنوبية والولايات المتحدة، وشرطة من 41 دولة، بما في ذلك الأرجنتين وبنغلاديش والبرازيل ومصر وروسيا وإسبانيا.
قال رئيس المجلس، تشانغ يسوي من جمهورية الصين الشعبية، إن اعتماد القرار سيكون مهمًا للحفاظ على السلام والاستقرار ودعم جهود الإغاثة والمساعدة في إعادة الإعمار بعد الكارثة.